# Alabama Army National Guard
La Alabama Army National Guard è una componente della Riserva militare della Alabama National Guard, inquadrata sotto la U.S. National Guard. Il suo quartier generale è situato presso la città di Montgomery.

## Organizzazione
Attualmente, al 2024, sono attivi i seguenti reparti :

### Joint Forces Headquarters
- JFHQ, Army Element
- Medical Detachment
- Recruiting & Retention Battalion
- 46th Civil Support Team (WMD) - Montgomery

### 167th Theater Sustainment Command
- Headquarters & Headquarters Company - Fort McClellan
- Special Troops Battalion - Fort McClellan
- Headquarters and Headquarters Company
- 1930th Regional Trial Defense Team
- 329th Field Trial Defense Team
- 279th Army Field Support Brigade, sotto il controllo dell'United States Army Materiel Command.
  -  Headquarters & Headquarters Company - Huntsville
  - 1169th Contracting Battalion
    - Headquarters & Headquarters Company

  - 1960th Contingency Contracting Team - Huntsville

### 135th Expeditionary Sustainment Command
- Headquarters & Headquarters Company - Birmingham
- 440th Theater Transportation Opening Element - Selma
- 731st Combat Sustainment Support Battalion
  -  Headquarters & Headquarters Company - Tallassee
  - 1152nd Engineer Fire-Fighting Team - Alexandria
  - 1153rd Engineer Fire-Fighting Team - Alexandria
  - 1312th Engineer Team (Concrete) - FMRC
  -  158th Support Maintenance Company (-) - Tallassee
    - Detachment 1 - Tuskegee
- 1103rd Combat Sustainment Support Battalion
  -  Headquarters & Headquarters Company - Eufaula
  -  1670th Transportation Company (Medium Truck, Cargo) - Brundidge
  -  1208th Quartermaster Company (Water Purification) - Fort McLellan
    - 1207th Quartermaster Team (Water Distribution) - Fort McLellan

  -  2025th Transportation Company (Light-Medium Truck) - Jacksonville
  -  781st Transportation Company (Medium Truck, Cargo) - Montgomery

### 111th Explosive Ordnance Disposal Group
- Headquarters & Headquarters Company - Opelika
- 441st Ordnance Battalion (EOD)
  - Headquarters & Headquarters Detachment - Huntsville
  -  641st Ordnance Company - Daleville
  -  666th Ordnance Company - Jacksonville
- 1307th Explosive Hazard Coordination Center - Huntsville
  - 109th Explosive Hazardous Team
  - 127th Explosive Hazardous Team
  - 218th Explosive Hazardous Team
  - 222nd Explosive Hazardous Team

### 122nd Aviation Troop Command
- Headquarters & Headquarters Company - Selma
- Aviation Support Facility #1 Montgomery Regional Airport, Dannelly Field
- Aviation Support Facility #2 Birmingham - Shuttlesworth International Airport
- Aviation Support Facility #3 Mobile Regional Airport, Bates Field
- 1st Battalion, 131st Aviation Regiment (Assault Helicopter) - Sotto il controllo operativo della 449th Theater Aviation Brigade, North Carolina Army National Guard
  -  Headquarters & Headquarters Company (-) - Bates Field
  -  Company A - Equipaggiato con 10 UH-60L  - Dannelly Field
  -  Company B - Equipaggiato con 10 UH-60L 
  - Company C - North Carolina Army National Guard
  -  Company D (-) (AVUM)
  -  Company E (-) (Forward Support)
- Company B (-) (Heavy Lift), 1st Battalion, 169th Aviation Regiment (General Support) - Birmingham IAP - Equipaggiato con 6 CH-47F 
  - Detachment 1, HHC, 1st Battalion, 169th Aviation Regiment - Birmingham IAP
  - Detachment 6, Company D (AVUM), 1st Battalion, 169th Aviation Regiment - Birmingham IAP
  - Detachment 6, Company E (Forward Support), 1st Battalion, 169th Aviation Regiment - Birmingham IAP
- Detachment 2, Company C (-) (MEDEVAC), 1st Battalion, 111th Aviation Regiment (General Support) - Dannelly Field - Equipaggiato con 4 HH-60L 
  - Detachment 4, Company D, 1st Battalion, 111th Aviation Regiment (General Support)
  - Detachment 5, Company E, 1st Battalion, 111th Aviation Regiment (General Support)
- Detachment 1, Company A, 1st Battalion, 114th Aviation Regiment - Birmingham IAP - Equipaggiato con 4 UH-72A
- Detachment 4, Company B, 2nd Battalion, 641st Aviation Regiment (Fixed Wings) - Dannelly Field - Equipaggiato con 1 C-12U
- Detachment 5, Operational Support Airlift Command

### 62nd Troop Command
- Headquarters & Headquarters Company - Montgomery
- 151st Army Band - Montgomery
- 175th Cyber Protection Team - Decatur
- 161st Multifunctional Medical Battalion - Mobile
  - Headquarters & Headquarters Detachment - Mobile
  -  127th Area Support Medical Company - Mobile
  -  128th Medical Company (Ambulance) - Huntsville
  -  129th Area Support Medical Company - Centerville
- 1st Battalion, 167th Infantry Regiment - Sotto il controllo operativo della 53rd Infantry Brigade Combat Team, Florida Army National Guard
  -  Headquarters & Headquarters Company - Talladega
  -  Company A - Valley
  -  Company B - Pelham
  -  Company C - Cullman
  -  Company D (Weapons) - Calera
  -  Company I (Forward Support), 53rd Brigade Support Battalion - Oxford
- 1st Battalion, 173rd Infantry Regiment - Sotto il controllo operativo della 256th Infantry Brigade Combat Team, Louisiana Army National Guard
  -  Headquarters & Headquarters Company - Enterprise
  -  Company A - Geneva
  -  Company B - Valley
  -  Company C - Foley
  -  Company D (Weapons) - Florala
  -  Company I (Forward Support), 199th Brigade Support Battalion - Enterprise
- 123rd Quartermaster Company - Arab
- 5001st Quartermaster Company (-) - Auburn
  - Detachment 1 - Atmore

### 31st Chemical Brigade
- Headquarters & Headquarters Company - Tuscaloosa
- 103rd Chemical Battalion, Kentucky Army National Guard
- 145th Chemical Battalion
  - Headquarters & Headquarters Detachment - Centerville
  -  440th Chemical Company (Combat Support) - Clanton
  -  690th Chemical Company (Combat Support) - Fairhope
- 151st Chemical Battalion
  - Headquarters & Headquarters Detachment - Oneonta
  -  208th Chemical Company (Combat Support) - Springville
- 115th Expeditionary Signal Battalion
  -  Headquarters & Headquarters Company - Florence
  -  Company A - Florence
  -  Company B - Haleyville
  -  Company C - Huntsville
- 877th Engineer Battalion
  -  Headquarters & Headquarters Company - Haleyville
  -  Forward Support Company - Northport
  -  166th Engineer Company (Vertical Construction) - Citronelle
  -  168th Engineer Company (-) (Horizontal Construction) - Fayette
    - Detachment 1 - Jasper

  -  186th Engineer Company (Horizontal Construction) - Dothan
  -  1151st Engineer Support Company (-) - Huntsville
    - Detachment 1 - FMRC

  - 1301st Engineer Detachment (Concrete) - Northport
  - 77th Engineer Detachment (Quarry Team) - Jasper

### 20th Special Forces Group (Airborne)
- Headquarters & Headquarters Company - Birmingham
- 1st Battalion
  -  Headquarters & Headquarters Company - Fort Payne
  -  Company A - Gadsden
  - Company B - North Carolina Army National Guard
  - Company C - Massachusetts Army National Guard
  -  Company D (Support) - Fort Payne
  -  Company E (Forward Support) - Gadsden
- 2nd Battalion - Mississippi Army National Guard
- 3rd Battalion - Florida Army National Guard
- Group Special Troops Company (-) - Birmingham
  - Detachment 1 - Alexandria
- Group Support Battalion
  -  Headquarters & Headquarters Company - Gadsden
  -  Company A (-) - Tuscaloosa
    - Detachment 1 - Birmingham

  -  Company B - Vincent
    - Detachment 1 - Birmingham
- 200th Chemical Reconnaissance Detachment (Special Forces) - Birmingham
- Augmentation Operations Detachment - Fort Payne
- Augmentation Operations Detachment - Birmingham

### 226th Maneuver Enhancement Brigade
- Headquarters & Headquarters Company - Mobile
- 711th Combat Sustainment Support Battalion
  -  Headquarters & Headquarters Company - Mobile
- 31st Signal Network Company - Mobile
- 1st Battalion, 117th Field Artillery Regiment (M-777), sotto il controllo operativo della 142nd Field Artillery Brigade, Arkansas Army National Guard
  -  Headquarters & Headquarters Battery - Andalusia
  -  Battery A - Phenix City
  -  Battery B - Montgomery
  -  Battery C - Troy
  -  117th Forward Support Company (Attached) (-) - Troy
    - Detachment 1 - Elba

### 142nd Military Police Brigade
- Headquarters & Headquarters Company - Decatur
- 231st Military Police Battalion
  - Headquarters & Headquarters Detachment - Prattville
  - 131st Mobile Public Affairs Detachment - Montgomery
  -  214th Military Police Company - Alexander City
  -  1165th Military Police Company (-) - Fairhope
    - Detachment 1 - Brewton
- 203rd Military Police Battalion
  - Headquarters & Headquarters Detachment - Athens
  -  1166th Military Police Company - Oneonta
  -  128th Military Police Company (Combat Support) - Huntsville
  -  152nd Military Police Company - Decatur

### 200th Regiment, Regional Training Institute
- Headquarters & Headquarters Detachment - Fort McClellan
- 1st Battalion (Military Police)
- 2nd Battalion (OCS)
- 3rd Battalion (GS)